# Hangest-sur-Somme
Hangest-sur-Somme é uma comuna francesa na região administrativa de Altos da França, no departamento de Somme. Estende-se por uma área de 12,46 km². Em 2010 a comuna tinha 782 habitantes (densidade: 62,8 hab./km²).